# Chipre na Universíada de Verão de 2021
O Chipre participou da Universíada de Verão de 2021, que aconteceu em Chengdu, na China, entre 28 de julho e 8 de agosto de 2023.
Foram 19 atletas — 15 masculinos e quatro femininos — em cinco modalidades olímpicas.

## Competidores
Estas foram as modalidades e atletas que disputaram a edição:
| Esporte             | Masculino | Feminino | Total |
| ------------------- | --------- | -------- | ----- |
| Atletismo           | 4         | 1        | 5     |
| Ginástica artística | 4         | 0        | 4     |
| Judo                | 2         | 1        | 3     |
| Natação             | 2         | 2        | 4     |
| Tênis de mesa       | 3         | 0        | 3     |
| Total               | 15        | 4        | 19    |

## Medalhas

### Medalhistas
Estes foram os medalhistas desta edição:
| Medalha | Esporte   | Atleta           | Prova                        |
| ------- | --------- | ---------------- | ---------------------------- |
| Prata   | Atletismo | Elena Kulichenko | Feminino – Salto em altura   |
| Bronze  | Natação   | Kalia Antoniou   | Feminino – nado livre – 100m |
| Bronze  | Natação   | Kalia Antoniou   | Feminino – nado livre – 50m  |

### Por modalidade
Estas foram as medalhas por modalidade nesta edição:
| Esporte   | Medalha de ouro | Medalha de prata | Medalha de bronze | Total de medalhas |
| --------- | --------------- | ---------------- | ----------------- | ----------------- |
| Atletismo | 0               | 1                | 0                 | 1                 |
| Natação   | 0               | 0                | 2                 | 2                 |
| Total     | 0               | 1                | 2                 | 3                 |